# NGC 1919
NGC 1919 ist die Bezeichnung eines Emissionsnebels mit einem eingebetteten offenen Sternhaufen im Sternbild Dorado. Das Objekt wurde am 3. Januar 1837 von John Herschel entdeckt.